# Félicité et Perpétue
'Félicité et Perpétue' est un cultivar de rosier sélectionné par le pépiniériste français, Jacques. C'est vraisemblablement un hybride de Rosa sempervirens et d'un rosier Noisette. Il doit son nom aux deux filles de son créateur, prénommées Félicité et Perpétue en l'honneur de deux saintes martyrisées à Carthage, Perpétue et Félicité.

## Description

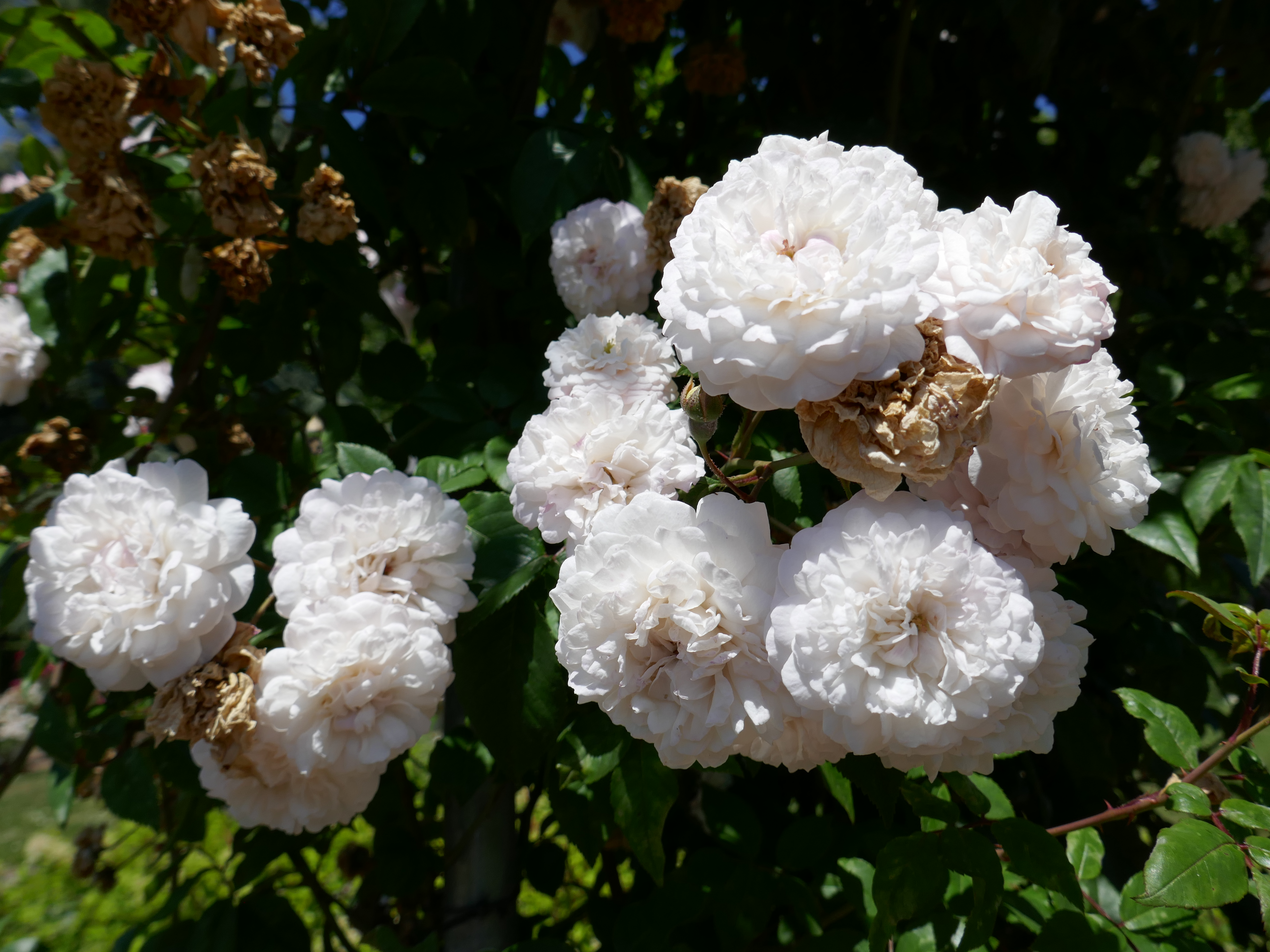
Rose 'Félicité et Perpétue' à la roseraie des Deux-Ponts (Allemagne).

C'est un rosier grimpant vigoureux, qui peut atteindre 3 à 4 mètres de haut.
Ses fleurs blanches, ou légèrement colorées en début de floraison (le bouton est rose), très pleines, « à quartiers », sont petites, nombreuses, groupées en corymbes fournis, et parfumées. La floraison n'est pas remontante. Le feuillage est vert clair brillant, presque persistant. Un rabattage trop sévère affecte la floraison.
C'était un des rosiers préférés de Vita Sackville-West dans sa roseraie de Sissinghurst.

## Distinctions
En 1993, ce rosier obtient la distinction Garden of Merit de la Royal Horticultural Society.